# 10958 Монблан
10958 Монблан (10958 Mont Blanc) — астероїд головного поясу, відкритий 24 вересня 1960 року.
Тіссеранів параметр щодо Юпітера — 3,631.